# Gare de Blanquefort
La gare de Blanquefort est une gare ferroviaire française de la ligne de Ravezies à Pointe-de-Grave (dite aussi ligne du Médoc), située sur le territoire de la commune de Blanquefort, dans le département de la Gironde, en région Nouvelle-Aquitaine.
Il s'agit d'une gare de la Société nationale des chemins de fer français (SNCF) desservie par les trains du réseau TER Nouvelle-Aquitaine.

## Situation ferroviaire
Établie à 11 mètres d'altitude, la gare de Blanquefort est située au point kilométrique (PK) 7,989 de la ligne de Ravezies à Pointe-de-Grave, entre les gares de Bruges et de Parempuyre.
Elle est équipée de deux quais : le quai 1 dispose d'une longueur utile de 182 mètres pour la voie « unique » et le quai 2 d'une longueur utile de 116 mètres pour l'évitement (voie « E »).

## Histoire
La gare est mise en service en même temps que la ligne du Médoc.

## Fréquentation
De 2015 à 2023, selon les estimations de la SNCF, la fréquentation annuelle de la gare s'élève aux nombres indiqués dans le tableau ci-dessous :
| Année                      | 2015    | 2016    | 2017    | 2018    | 2019    | 2020    | 2021    | 2022    | 2023    |
| -------------------------- | ------- | ------- | ------- | ------- | ------- | ------- | ------- | ------- | ------- |
| Voyageurs seuls            | 116 395 | 98 420  | 103 648 | 112 764 | 159 082 | 100 168 | 124 846 | 154 755 | 133 915 |
| Voyageurs et non voyageurs | 145 494 | 123 025 | 129 560 | 140 956 | 198 852 | 125 211 | 156 058 | 193 444 | 167 393 |

## Service des voyageurs

### Accueil
Gare SNCF, elle dispose d'un bâtiment voyageurs, avec guichet, ouvert tous les jours. Elle est équipée d'automates pour l'achat de titres de transport.

### Desserte

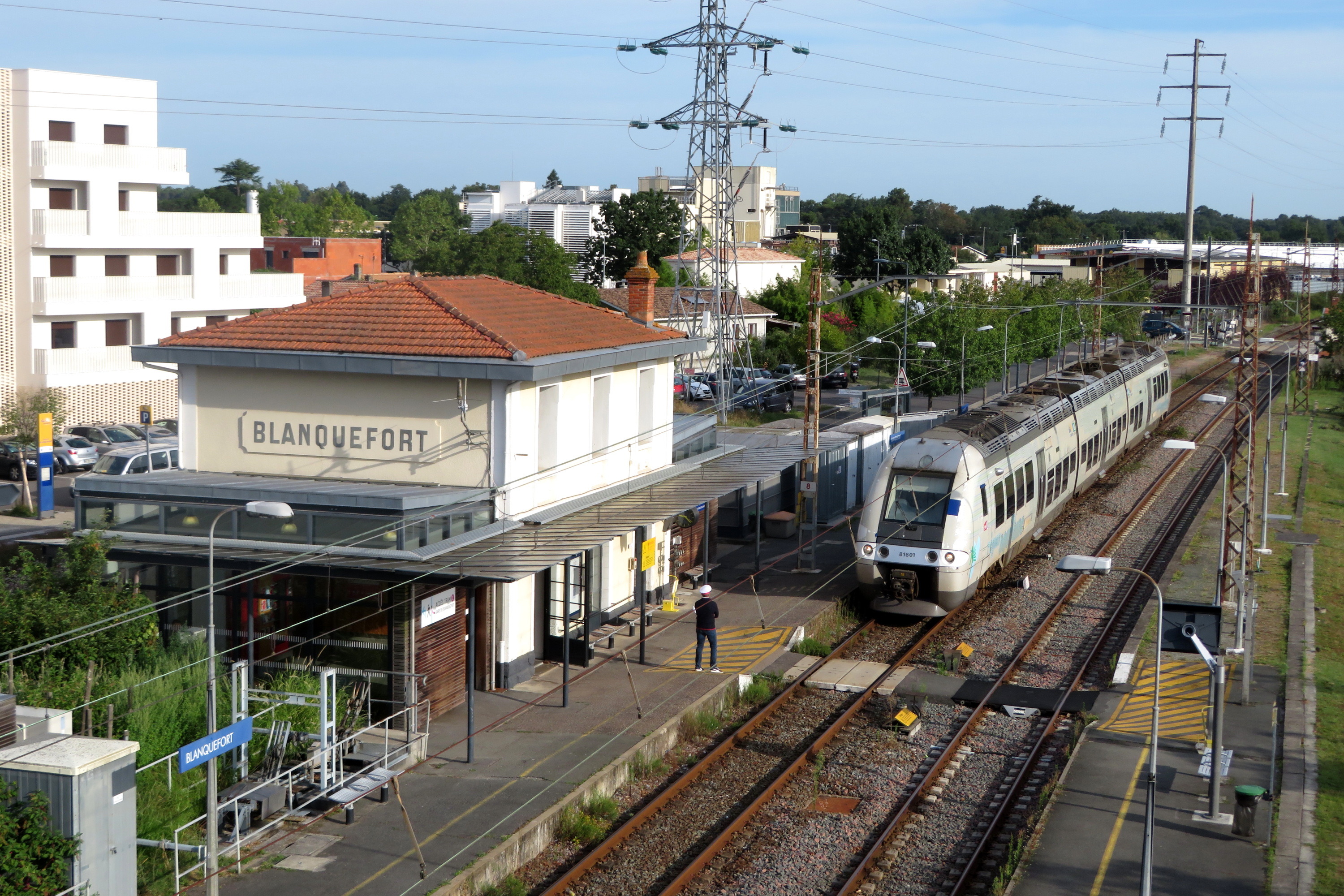
Un B 81500 desservant la gare.

Blanquefort est desservie par les trains TER Nouvelle-Aquitaine de la ligne 33 qui circulent entre Bordeaux-Saint-Jean ou Pessac et Macau. Au-delà de Macau, la plupart des trains continuent vers ou sont en provenance de Lesparre, Le Verdon et même de La Pointe-de-Grave en juillet et août.

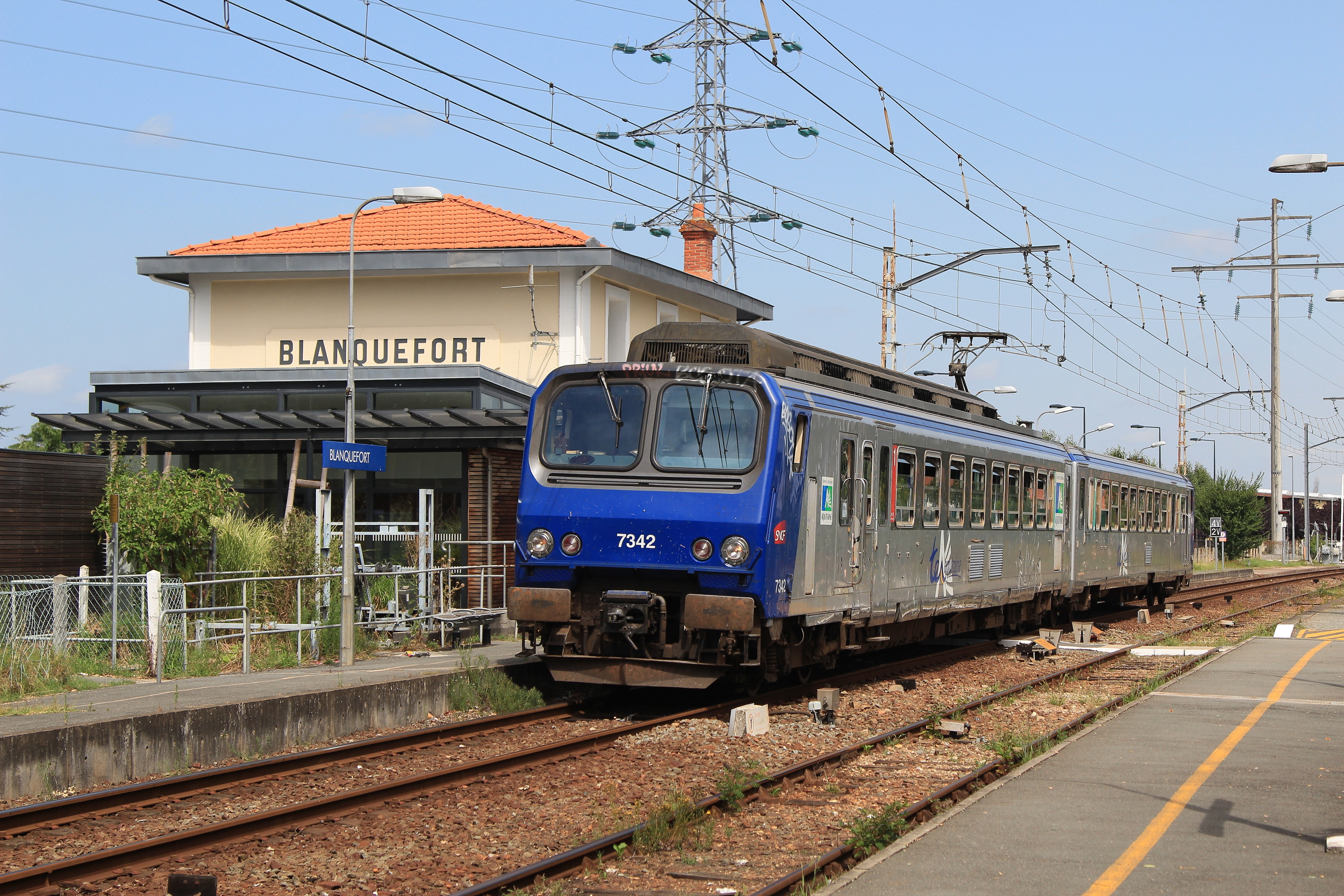
Une Z 7300 desservant la gare.

### Intermodalité
La gare est desservie par la ligne C du tramway de Bordeaux et par les lignes de bus TBM 22, 38 et 79
En décembre 2016, la mise à disposition d'un Parc Relais dans le cadre du prolongement de la Ligne C du tramway de Bordeaux permet un meilleur accès à cette infrastructure.